# Det Nya Museet

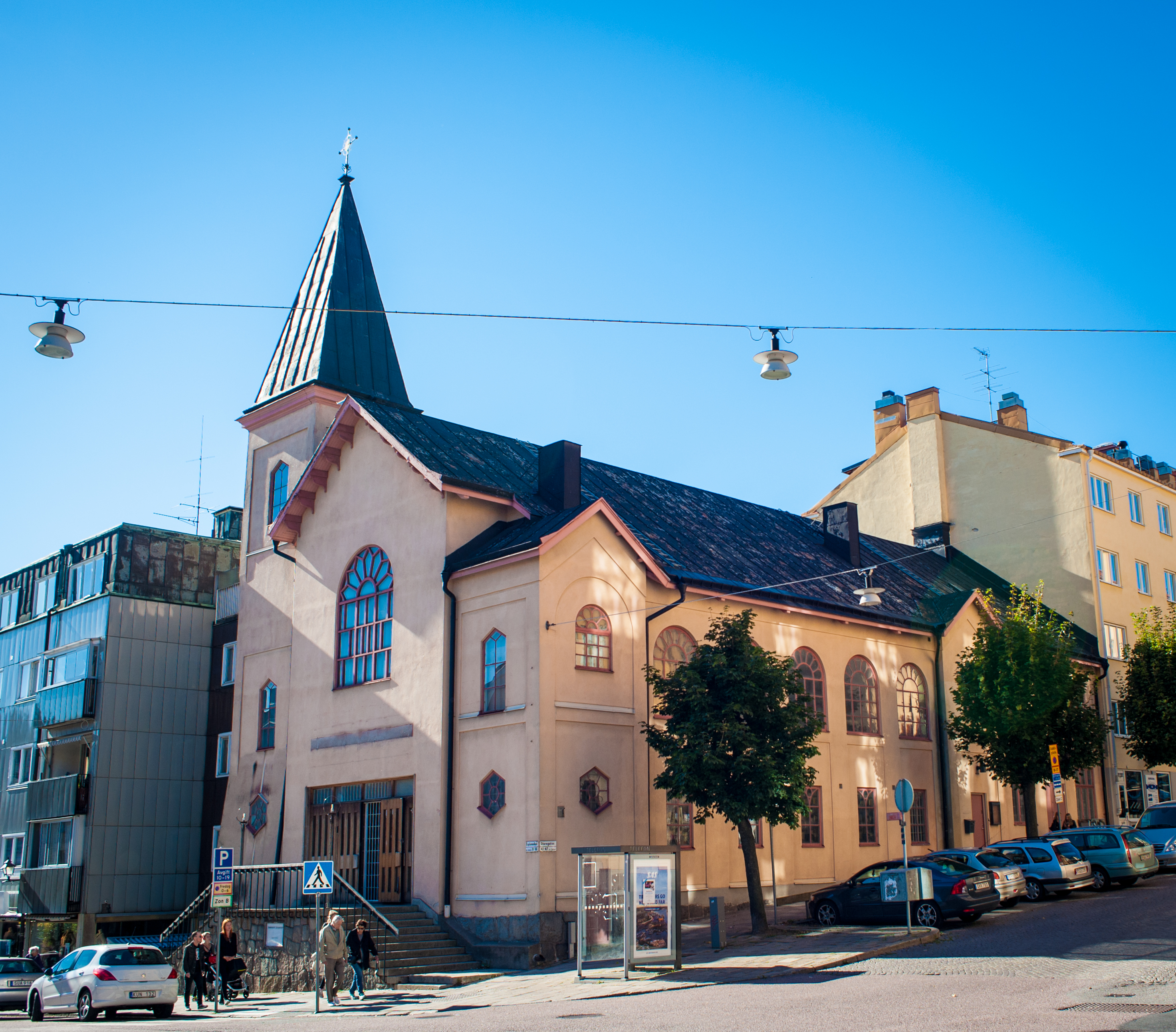
Det Nya Museet

Det Nya Museet är ett privat museum som ligger i den tidigare missionskyrkan i Sundbyberg i hörnet av Sturegatan-Esplanaden. Kyrkan avkristnades 2005 och var därefter oanvänd. Museet flyttade in 2014 och bygger på en samling konst från 1960 fram till nutid. Museet delar byggnaden med Sundbybergs köksbryggeri. 1909 stod församlingens egen kyrka, Missionskyrkan Sundbyberg, klar i vilken Det Nya Museet och Sundbybergs köksbryggeri huserar idag.

## Det Nya Museet
Det nya museet som visat konst i f.d. Missionskyrkan, även känd som Betlehemskyrkan, sedan 2014 letar större lokaler i Sundbyberg. En del dedikerad endast för sundbybergsboende konstnärer och ett kafé är målet.

## Den gamla Missionskyrkan har blivit mikrobryggeri
Museet inryms i den före detta Missionskyrkan, även känd som Betlehemskyrkan, som ritades 1904 av Frans Lindskog och uppfördes 1904–1909. Missionskyrkan, som är på 675 kvadratmeter, ligger i hörnet Sturegatan-Esplanaden i centrala Sundbyberg. Missionskyrkan var en del av väckelserörelsen i Sverige som växte fram under 1800-talet med förebilden från England. Kyrkan avkristnades år 2005. Därefter stod den tom till 2008, då konsthallen Marabouparken under en tid använde byggnaden som utställningslokal.
Den gamla Betlehemskyrkan i Sundbyberg hade stått tom och öde i många år när tre unga grabbar ville hyra fastigheten för att förverkliga sin dröm om att starta ett lokalt mikrobryggeri. Det var också en av de få byggnader som hade så högt i tak, i detta fall en 13 meter hög kyrksal, att ett högt bryggverk fick plats i lokalen. Att få tillstånd och att sedan bygga om tog ett och ett halvt år. År 2013 flyttade Sundbybergs köksbryggeri in i den anrika lokalen och under våren 2014 flyttade Det Nya Museet in i lokalerna. På sensommaren 2014 kunde Sundbybergs Köksbryggeri dra igång och tillverka framför allt öl-sorterna Sumpans ale och Halvlager som båda finns att köpa på Systembolaget. Vid ombyggnaden var golvet den största utmaningen. Det tidigare kyrkgolvet var helt av trä och stod uppmurat på stenpelare från koret och fram till entrén. För att den förfallna kyrkan skulle bli en modern industrilokal sattes nya golvbrunnar in, jordade eluttag monterades, läktarnas trappor planades ut, två större ytor blev till lager samt krossrum för malten och en ny port installerades för att ta emot och skicka varor. Trots ombyggnaden står de gamla kyrkbänkarna och orgeln fortfarande kvar. Efter att ölproduktionen kommit igång ville bryggeriägarna satsa på att på sikt öppna en lokal pub kombinerad med ett konstmuseum i den före detta kyrkan. "Forsen hjälpte oss att finna smarta och kostnadseffektiva lösningar.", säger Per Wistedt, chef för Projekt på Fastighets AB Förvaltaren.

## Historik om den tidigare Missionskyrkan

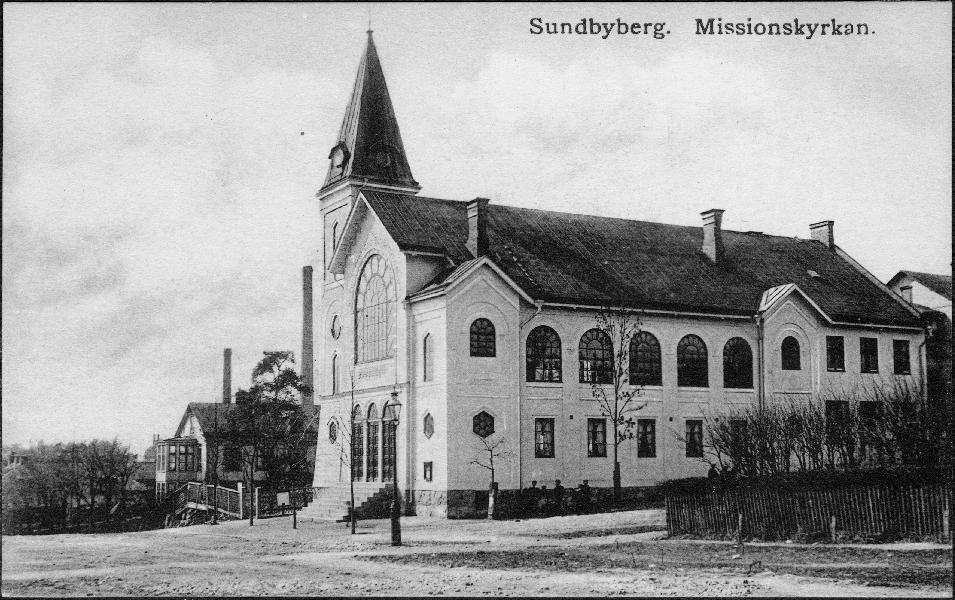
Sundbybergs Missionskyrka stod klar 1909 och ritades av arkitekten Frans Lindskog. Idag huserar där Det Nya Museet och Sundbybergs Köksbryggeri. Foto: okänt datum.

Arkitekten Frans Lindskog (1843–1910) ritade den tidigare Missionskyrkan i Sundbyberg. Lindskog var utbildad i Norrköping och senare på Konstakademin i Stockholm. Han var en förgrundsfigur i Sundbybergs tidiga historia, inte minst genom sin position som verkställande direktör och chefsarkitekt vid den legendariska AB Ekmans Mekaniska Snickerifabrik åren 1873–1890, belägen i Lilla Alby som är en del av Sundbybergs stad. Redan 1892 ritade Frans Lindskog en frikyrkobyggnad under namnet Immanuelskapellet i Lilla Alby. Kapellet användes även av missionsförsamlingen, som gav det namnet Immanuelskapellet. Immanuelskapellet hette senare Alby kyrka och är en kulturminnesmärkt kyrkobyggnad i Lilla Alby i Sundbybergs kommun. Den togs ur bruk och såldes 2013. Senare kom dock församlingen att delas i två och Frans Lindskog, själv församlingsmedlem, valde att tillhöra den nya församlingen. Några andra byggnader som Frans Lindskog har ritat är bland annat Väddö kyrka [1872) och Åre turisthotell (1896).

## Byggnaden
Sedan kyrkan byggdes 1909 har den genomgått en rad förändringar och ombyggnationer. Entrétrappan gjordes om 1931 från att ha haft en riktning mot Esplanaden till att istället gå parallellt med gatan. Omfattande ändringar av byggnaden gjordes både utvändigt och invändigt under 1950–1970-talen. Bland annat förminskades det stora gavelfönstret och gavs ett modernistiskt influerat, oregelbundet spröjsverk. På tornet togs delar av utsmyckningen av putsen bort tillsammans med dekorativa arbeten. Entrépartiet gjordes också om till dagens utförande i teak och glas, samtidigt försågs trappan med ett för tiden modernt smidesräcke. Kyrkans synlighet i stadsbilden förändrades i och med bygget av det intilliggande bostadshuset 1959–1960. Från att tidigare ha haft en rymd kring byggnaden kom kyrkan att utgöra kvarterets hörn. I kyrkorummet hade bostadshuset stor påverkan på ljusförhållandet då de södra fönstren byggdes för. Byggnadens originalfärg var vit, dagens rödbruna kulör fick kyrkan vid en fasadrenovering 1973.

## Kyrkobyggnaden kulturhistoriskt värdefull

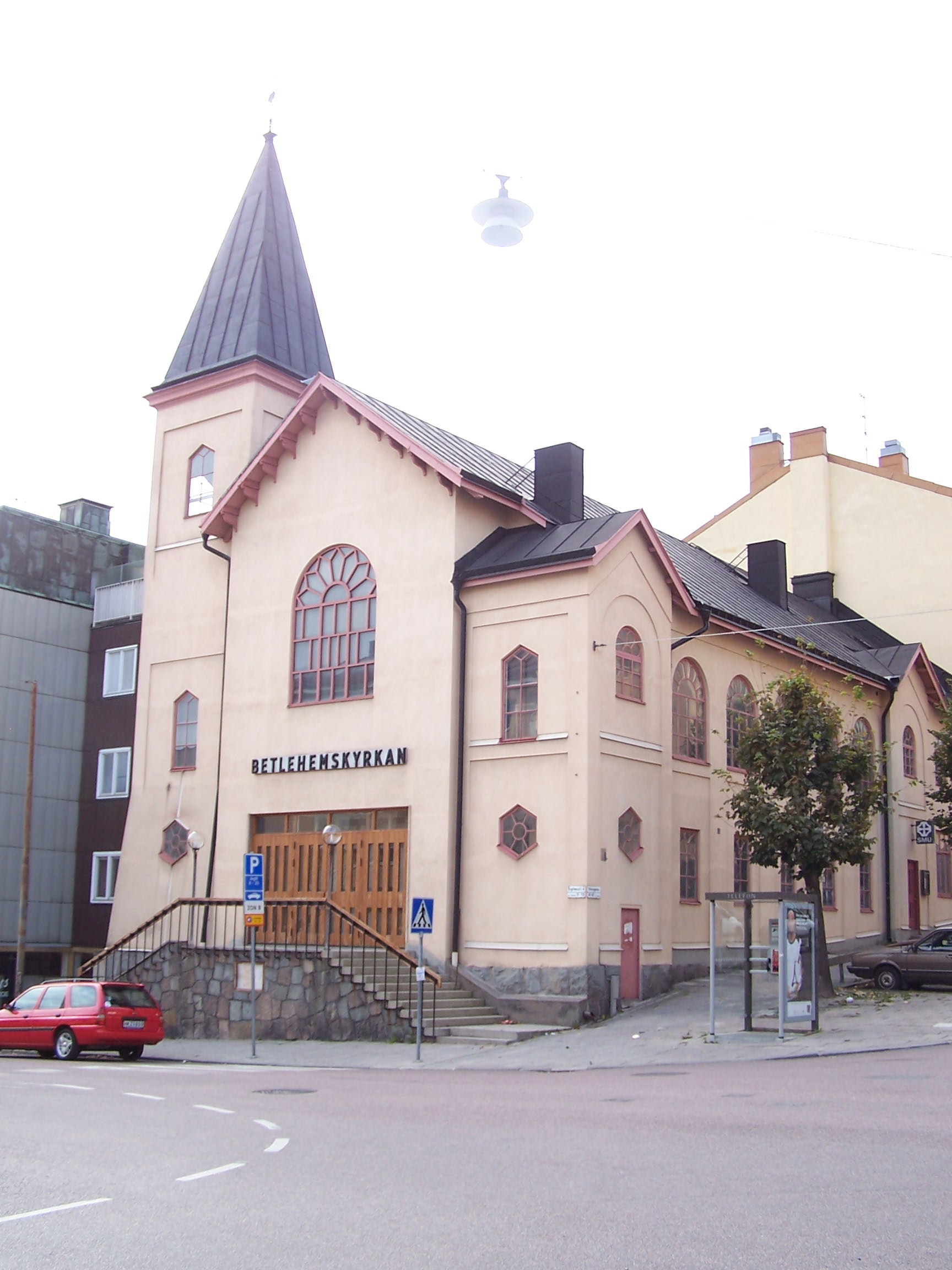
Svenska Missionskyrkan Sundbyberg, senare Betlehemskyrkan Sundbyberg. Foto: 2005.

Kyrkobyggnaden är utpekad som kulturhistoriskt värdefull. I boken Sundbyberg – Hus och miljöer från bronsålder till nutid av Eva Söderlind beskrivs den som bevarandevärd. Kyrkan anses ha betydande historiska värden trots ombyggnader och den ses som viktig för stadsbilden i centrala Sundbyberg. Även kyrkorummet har byggnadshistoriska värden, träinredningen och gestaltningen har höga kvaliteter. Byggnaden tillhör den tidiga stadsbildningen i Sundbyberg, en stadsdel som under en kortare period efter sekelskiftet 1900 fick en mer tydlig stadskaraktäristisk form.
Svenska Missionsförbundet (idag Svenska Missionskyrkan) grundades 1878 då ett antal missionsförsamlingar gick samman. Medlemsantalet växte snabbt och 1915 passerades 100 000 medlemmar och man förfogade över 1560 byggnader runt om i landet. Under 1800-talets senare del brukar man tala om framväxten av tre viktiga delar inom folkrörelsen i Sverige. Dessa var nykterhetsrörelsen, arbetarrörelsen och väckelserörelsen som, parallellt med industrialiseringen, växte fram i Sverige. Väckelserörelsen grundar sig i den protestantiska kyrkliga traditionen, men var på samma gång en revolt mot statskyrkorna. Från de lägre samhällsskikten sökte folk gemenskap och nya sätt att utöva sin tro, både på landsbygden och i städerna. De tidiga missionshusen hade en tydlig ambition att inte likna kyrkor, något som ändrades på 1890-talet, då de blev mer kyrklika och sedan allt oftare försågs med torn.